# Notocotylus stagnicolae
Notocotylus stagnicolae är en plattmaskart. Notocotylus stagnicolae ingår i släktet Notocotylus och familjen Notocotylidae. Inga underarter finns listade i Catalogue of Life.